# Rag'n'Bone Man
Rory Charles Graham (født 29. januar 1985 i Warrington, England), bedre kendt som Rag'n'Bone Man, er en engelsk sanger og sangskriver.
Han udgav i 2016 singlen "Human", sammen med albummet Human. Året efter udgav han sangen "Skin", som også blev populær.

## Diskografi
- Human (2017)

```
    Giant ( Calvin Harris, Rag`n`Bone) 2019
```

 Der er for få eller ingen kildehenvisninger i denne artikel, hvilket er et problem. Du kan hjælpe ved at angive troværdige kilder til de påstande, som fremføres i artiklen.

| Biografi | Spire Denne biografi er en spire som bør udbygges. Du er velkommen til at hjælpe Wikipedia ved at udvide den. |